# Jamie Korab
Jamie Korab (n. 28 noiembrie 1979, Harbour Grace⁠(d), Newfoundland, Canada) este un jucător de curl ce a reprezentat Canada, medaliat olimpic. A participat la o ediție a Jocurilor Olimpice (2006) în care a câștigat o medalie de aur.

## Participări
Lista de mai jos prezintă principalele competiții la care a participat Jamie Korab de-a lungul carierei.
- Curling ai XX Giochi olimpici invernali[*]